# La Honte de la jungle
Pour plus de détails, voir Fiche technique et Distribution.
Tarzoon, la honte de la jungle est un long métrage d'animation franco-belge de Picha et Boris Szulzinger sorti en 1975. Cette parodie du mythe de Tarzan créé par Edgar Rice Burroughs s'inscrit dans la lignée des nouveaux films d'animation destinés aux adultes qui apparaissent dans les années 1970, à la suite de Fritz the Cat.

## Synopsis
Un Tarzan laid, lâche, quasi impuissant et ridicule part à la recherche de sa superbe et acariâtre compagne nymphomane enlevée, à travers un univers burlesque et fou, peuplé de mini-phallus, de pygmées cannibales, de fleurs nymphomanes et d'explorateurs éméchés, sur fond de valses viennoises. C'est bien malgré lui qu'il deviendra un héros.

## Fiche technique
- Musique : Héloïse Cohen, Claude Cohen, Teddy Lasry et Marc Moulin
- Décors : Jean Lemense et Jean-Jacques Maquaire
- Photographie : Raymond Burlet
- Montage : Claude Cohen
- Production : Boris Szulzinger, Jenny Gérard et Michel Gast
- Sociétés de distribution : Fox-Lira (France - 1975), Cinépix Film Properties (CFP), Métropolitan Filmexport (France - 1999)
- Format : couleur - 35 mm
- Langue : français
- Date de sortie :
  - France : 4 septembre 1975, 29 décembre 1999 (réédition)
  - Belgique : 1975
  - Canada/Québec : 25 février 1977
- Film interdit aux moins de 12 ans lors de sa sortie en salles en France[1]

## Doublage
| Personnages                    | Voix françaises* | Voix anglaises         |
| ------------------------------ | ---------------- | ---------------------- |
| Shame (Tarzoon)                | Georges Aminel   | Johnny Weissmuller Jr. |
| June                           | Arlette Thomas   | Emily Prager           |
| La Reine Bazonga               | Paule Emanuele   | Pat Bright             |
| Le chef M'Bulu                 | Claude Bertrand  | Christopher Guest      |
| Le 1er siamois                 | Pierre Trabaud   | Brian Doyle-Murray     |
| Le 2e siamois                  | Roger Carel      | Andrew Duncan          |
| Le professeur Cédric Addlepate | Guy Piérauld     | Guy Sorel              |
| Le narrateur                   | Bernard Dhéran   | Bob Perry              |
| Stella Starlet                 | Laurence Badie   | Judy Graubart          |
| Le journaliste à la radio      | Philippe Dumat   | Bill Murray            |
| Brutish                        | Marc de Georgi   | Adolph Caesar          |
| La nurse                       | Lita Recio       | Christopher Guest      |
| Short                          | Roger Carel      | Christopher Guest      |
| Craig Baker                    | José Géal        | John Belushi           |

*Enregistré après le doublage anglais original

## Autour du film
- Le projet a été mené à bien par une équipe belge qui a travaillé pendant deux ans sur ce projet, achevé à Londres et New-York.

## Réception
Les héritiers de Burroughs tentèrent de faire interdire le film pour obscénité et réclamèrent du moins le retrait du nom de Tarzan (le titre et le nom du héros étaient Tarzoon à l'origine) dans le titre, transformé en The Shame of the Jungle. Classé X au moment de sa sortie aux États-Unis en 1978, le film dut être amputé de quelques scènes. En France, les héritiers furent déboutés par les tribunaux en 1978.